# 新西兰家庭党
新西兰家庭党（The Family Party）是新西兰的诸多政党之一，是一个由基督徒组成的政党。
此政党于2007年10月建立，12月7日正式注册成立。现任党魁是理查德·刘易斯（Richard Lewis），他也前新西兰使命党的党魁。副党魁是保罗·亚当斯（Paul Adams)，他曾经在未来联合党中担任国会议员。于2005年离开该党。
家庭党的主要支持者都是完整家庭为口号的传统基督徒。他们曾经对2008年大选，在奥克兰市曼格里尔（Mangere）地区做了很多准备，却无奈候选人杰瑞·菲利佩纳（Jerry Filipaina)仅获999票，与理想相差悬殊。而副党魁保罗·亚当斯的奥克兰北岸的东海岸地区（East Coast Bays）选区仅获3275，低于上届的得票量，再次败给了国家党的老对手麦卡利（McCully）。2008年大选中，家庭党共在奥克兰北岸区，西奥克兰的怀塔克里地区，新西兰北岛的北地地区以及基督城边沿的希尔韦恩等地区分派了12名地区候选人。